# Шемшево
Шемшево (мкд. Шемшево) је насеље у Северној Македонији, у северном делу државе. Шемшево припада општини Јегуновце.

## Географија
Насеље Шемшево је смештено у северном делу Северне Македоније. Од најближег већег града, Тетова, насеље је удаљено 14 km источно.
Шемшево се налази у доњем делу историјске области Полог. Насеље је положено на северном делу Полошког поља. Око насеља се пружа поље, а даље ка истоку се издиже Жеден планина. Вардар протиче источно од насеља. Надморска висина насеља је приближно 400 метара.
Клима у насељу је умерено континентална. 

## Становништво
Шемшево је према последњем попису из 2002. године имало 1.737 становника.
Претежно становништво у насељу су Албанци (93%), а у мањини су етнички Македонци (7%).
Већинска вероисповест је ислам, а мањинска православље.